# Arthur of Connaught

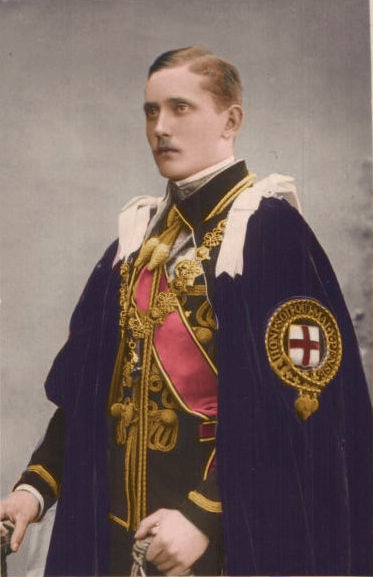
Arthur of Connaught in der Robe des Hosenbandordens, um 1905

Prince Arthur Frederick Patrick Albert of Connaught (* 13. Januar 1883 in Windsor Castle; † 12. September 1938 in East Sheen Lodge, Richmond, London) war ein Mitglied der britischen Königsfamilie und vom 20. November 1920 bis zum 21. Januar 1924 Generalgouverneur in Südafrika. Er kämpfte als Offizier in verschiedenen britischen Kolonialkriegen. Er entstammte dem Haus Sachsen-Coburg und Gotha.

## Leben

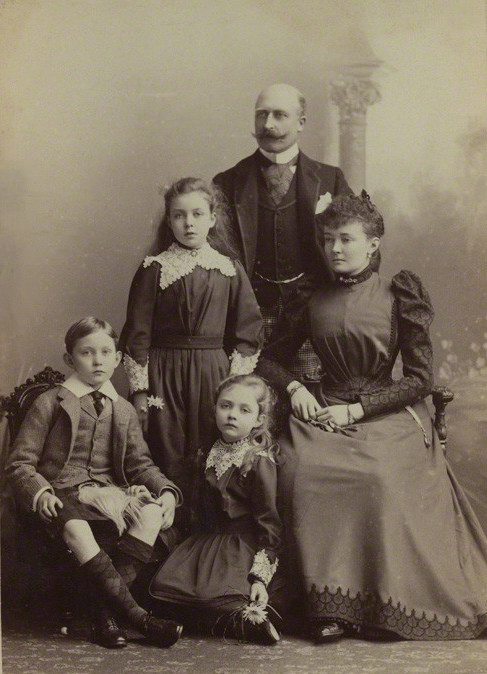
Familie of Connaught, um 1890

Arthur war der einzige Sohn von Arthur, 1. Duke of Connaught and Strathearn (1850–1942), und seiner Gattin Prinzessin Luise Margareta von Preußen (1860–1917), Tochter des Feldmarschalls Prinz Friedrich Karl und Prinzessin Maria Anna von Anhalt-Dessau. Seine Großeltern väterlicherseits waren die britische Königin Victoria und deren Prinzgemahl Albert von Sachsen-Coburg und Gotha. Der Prinz wurde am 16. Februar 1883 in der Privatkapelle auf Windsor Castle getauft. Als Taufpaten fungierten Königin Victoria, Kaiserin Augusta, Prinzessin Marie von Oranien-Nassau, George, 2. Duke of Cambridge, Herzog Alfred von Sachsen-Coburg und Gotha und Prinz Friedrich Leopold von Preußen. Als Enkel der britischen Königin trug er von Geburt an den Titel His Royal Highness Prince Arthur of Connaught.
Seine Kindheit drehte sich um perfektes Benehmen und die gesellschaftliche Repräsentation. Er wurde anfangs zu Hause von Gouvernanten und Tutoren mit Hilfe der väterlichen Bibliothek unterrichtet. Prinz Arthur war das erste Mitglied der königlichen Familie, das das elitäre Eton College besuchte. Nach einem vierjährigen Studium absolvierte er eine Militärausbildung an der Königlichen Militärakademie im südenglischen Sandhurst. Während des Zweiten Burenkriegs versah Prinz Arthur seinen Dienst im Regiment 7th (Queen’s Own) Hussars, wo er 1907 zum Hauptmann befördert wurde.

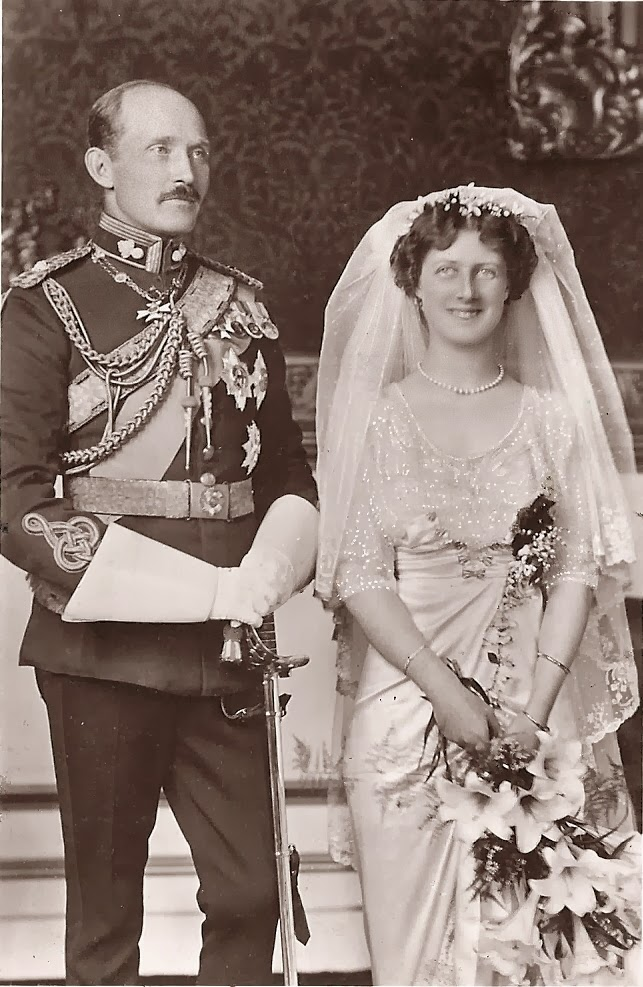
Hochzeitsbild, 1913

Am 15. Oktober 1913 heiratete Prinz Arthur of Connaught im St James’s Palace in London seine Nichte zweiten Grades Alexandra Duff, 2. Duchess of Fife (1891–1959), älteste Tochter von Alexander Duff, 1. Duke of Fife und Louise, Princess Royal. Aus der Ehe, die allen Berichten zufolge glücklich verlief, ging ein Sohn, Alastair Arthur, Earl of MacDuff (1914–1943), hervor.
Während des Ersten Weltkriegs diente Prinz Arthur als persönlicher Aide-de-camp unter Sir John French, Sir Douglas Haig und Sir Charles Monro, den aufeinander folgenden Kommandeuren der British Expeditionary Force in Frankreich und Belgien. Im Jahre 1919 stieg er zum Brevet-Oberstleutnant auf und 1922 wurde er zum Oberst der Reserve befördert. Im Oktober 1922 stieg er zum Generalmajor und persönlichen Adjutanten seines Cousins (ersten Grades), König Georgs V. auf. Bei der Vertretung des Königs in der Öffentlichkeit spielte Prinz Arthur eine zentrale Rolle und fungierte als Staatsrat bei Abwesenheiten des Königs. Wie fast alle Mitglieder der Königsfamilie war er Ehrenoberst einer größeren Anzahl von Einheiten aller Teilstreitkräfte im Vereinigten Königreich und in anderen Staaten des Commonwealth.
Zwischen 1920 und 1923 war Prinz Arthur Generalgouverneur in Südafrika. Nach seiner Rückkehr ins Vereinigte Königreich unterstützte er mehrere karitativen Organisationen, darunter als Vorsitzender des Board of Directors vom Middlesex Hospital. Wie sein Vater war er aktiver Freimaurer, 1924 wurde er Grand Master für die Provinz Berkshire.
Der 55-jährige Prinz Arthur starb 1938 an den Folgen eines Magenkarzinoms; einer seiner letzten öffentlichen Auftritte war bei der Krönung von König Georg VI. und seiner Frau Lady Elizabeth Bowes-Lyon im Mai 1937. Der Titel des Duke of Connaught and Strathearn ging vier Jahre nach dem Tod von Prinz Arthur von seinem Vater auf seinen Sohn Alastair über.

## Titel und Auszeichnungen
- 1883–1938 His Royal Highness Prince Arthur of Connaught
- 1899 Knight Grand Cross des Royal Victorian Order (GCVO)
- 1902 Knight Companion des Hosenbandordens (KG)
- 1906 Royal Victorian Chain
- 1913 Knight Companion des Distelordens (KT)
- 1913 Knight Companion des Order of St. Patrick (KP)
- 1913 Privy Councillor (PC)
- 1915 Companion des Order of the Bath (CB)
- 1918 Knight Grand Cross des Order of St Michael and St George (GCMG)
- Bailiff Grand Cross des Order of St. John (GCStJ)
- Großkreuz mit Collane des Sankt-Olav-Ordens (Norwegen)
- 1911 Ritter des Hubertusordens (Bayern)
- Großkreuz des Chrysanthemenordens (Japan)

## Militärischer Rang
- 1901 Second Lieutenant der 7th (Queen’s Own) Hussars
- 1903 Lieutenant der 7th (Queen’s Own) Hussars
- 1907 Captain der 2nd Dragoons (Royal Scots Greys)
- 1913 Brevet-Major der 2nd Dragoons (Royal Scots Greys)
- 1915 Major der 2nd Dragoons (Royal Scots Greys)
- 1919 Brevet-Lieutenant-Colonel der 2nd Dragoons (Royal Scots Greys)

## Militärische Ehren
- 1920 Honorary Major-General
- 1921 Colonel-in-Chief der Royal Scots Greys (2nd Dragoons)
- 1937 Colonel-in-Chief des Royal Army Pay Corps